# 観月橋駅
観月橋駅（かんげつきょうえき）は、京都府京都市伏見区豊後橋町にある、京阪電気鉄道宇治線の駅。駅番号はKH71。
国道24号が宇治川を跨ぐ観月橋のすぐ東側に所在する。観月橋の名称の由来は豊臣秀吉が現在の月橋院で催したといわれる月見の宴である。

## 歴史
京阪宇治線開業と同時に造られた駅で、駅名の「観月橋」は宇治川を渡る橋から名付けられた。開業後は1917年（大正6年）の「大正大洪水」で被災、宇治川堤防の改修工事で駅の東側にあった併用軌道が専用軌道になった。が、その後も1934年（昭和9年）9月の室戸台風・1935年（昭和10年）6月と8月の2度の京都水害、1949年（昭和24年）の豪雨、1953年（昭和28年）9月の台風13号などでは横を流れる宇治川が氾濫して宇治線全体で被災、1961年（昭和36年）9月第2室戸台風では駅舎が強風で半壊するなどして列車の運行が停止する災害多発地帯だった。1953年（昭和28年）の南山城水害と台風13号の被災後に「淀川水系改修基本計画」が策定され、昭和40年代になり現在の堤防が完成し、水害は激減した。

### 年表
- 1913年（大正2年）6月1日：京阪宇治線開通と同時に開業する。
- 1943年（昭和18年）10月1日：会社合併により京阪神急行電鉄（阪急電鉄）の駅となる。
- 1945年（昭和20年）
  - 9月15日：輸送混乱防止のため、使用を中止する[3]。
  - 11月8日：営業を再開する[3]。
- 1949年（昭和24年）
  - 7月29日：豪雨で当駅と御陵前駅(現・桃山南口駅)で浸水、16時10分宇治線運転休止[4]。
  - 12月1日：会社分離により京阪電気鉄道の駅となる。
- 1961年（昭和36年）9月16日：第2室戸台風により16時30分より全線運転停止、その後、強風により駅舎が半壊[5]。
- 1981年（昭和56年）：プラットホームに視覚障害者用誘導ブロックを新設する[6]。
- 1987年（昭和62年）9月：宇治行きホームに車椅子対応のスロープが設置される[7]。
- 2024年（令和6年）1月25日：券売機による切符発売を停止。

## 駅構造
相対式ホーム2面2線を持つ地上駅であり、無人駅となっている。改札口は中書島方の国道24号観月橋北詰（ホーム中書島寄り）にあるが、上下線別となっているため改札内で互いのホームを行き来することはできない。また、駅の中書島方にある踏切は、隣接する観月橋北詰交差点に設けられた信号機と連動（踏切信号）している。

### のりば
| 番線 | 路線    | 方向 | 行先       |
| ---- | ------- | ---- | ---------- |
| 1    | ■宇治線 | 上り | 中書島方面 |
| 2    | ■宇治線 | 下り | 宇治方面   |

- ホーム有効長は5両。

## 駅周辺
宇治川沿いにあり、駅のすぐ西側で国道24号と交差する。踏切がある方は観月橋、高架橋の方は新観月橋と呼ばれる。この橋を北へ進むと桃山・丹波橋を経て京都市街に、南へ進むと向島ニュータウンを経て宇治市小倉（）に至る。
駅付近は住宅地となっており、駅北側には観月橋団地（別名・桃陵（）市営住宅団地）がある。駅西側には桃山高架橋（京都外環状線）があり、その近くには平戸樋門・伏水（伏見）刑場跡・澱川橋梁（近鉄京都線）がある。
- 伏見公園
- 西運寺
  - 「狸寺」の通称をもつ。
- 月橋院
  - 豊臣秀吉が月見の宴を催したことが寺名の由来とされる。
- 大光明寺陵
  - 北朝第2代光明天皇と第3代崇光天皇、さらに伏見宮家第2代の治仁（はるひと）親王を合葬した陵墓。
- 伏見簡易裁判所
- 京都外環状線
- 桃山温泉 月見館[11]
  - 明治時代に創業した、宇治川のほとりにある料亭旅館。1937年建築の建屋が登録有形文化財に登録されている[12]。
- 京都市立桃陵中学校
  - 校内に「維新戦跡」の石碑がある。
- 京都市立向島小学校
  - 宇治川を挟んで南東側に所在する。
- 京都市立向島南小学校
  - 宇治川の南側・澱川橋梁の西に所在する。
- 観月橋・新観月橋（国道24号）
- 宇治川
- 宇治川公園（宇治川グランド）
- 澱川橋梁（近鉄京都線）

（※地点案内に関する参考文献：京阪電気鉄道駅置の沿線情報誌『K・PRESS』2013年4月号7頁掲載「気になるあの駅散策マップ・観月橋駅」）

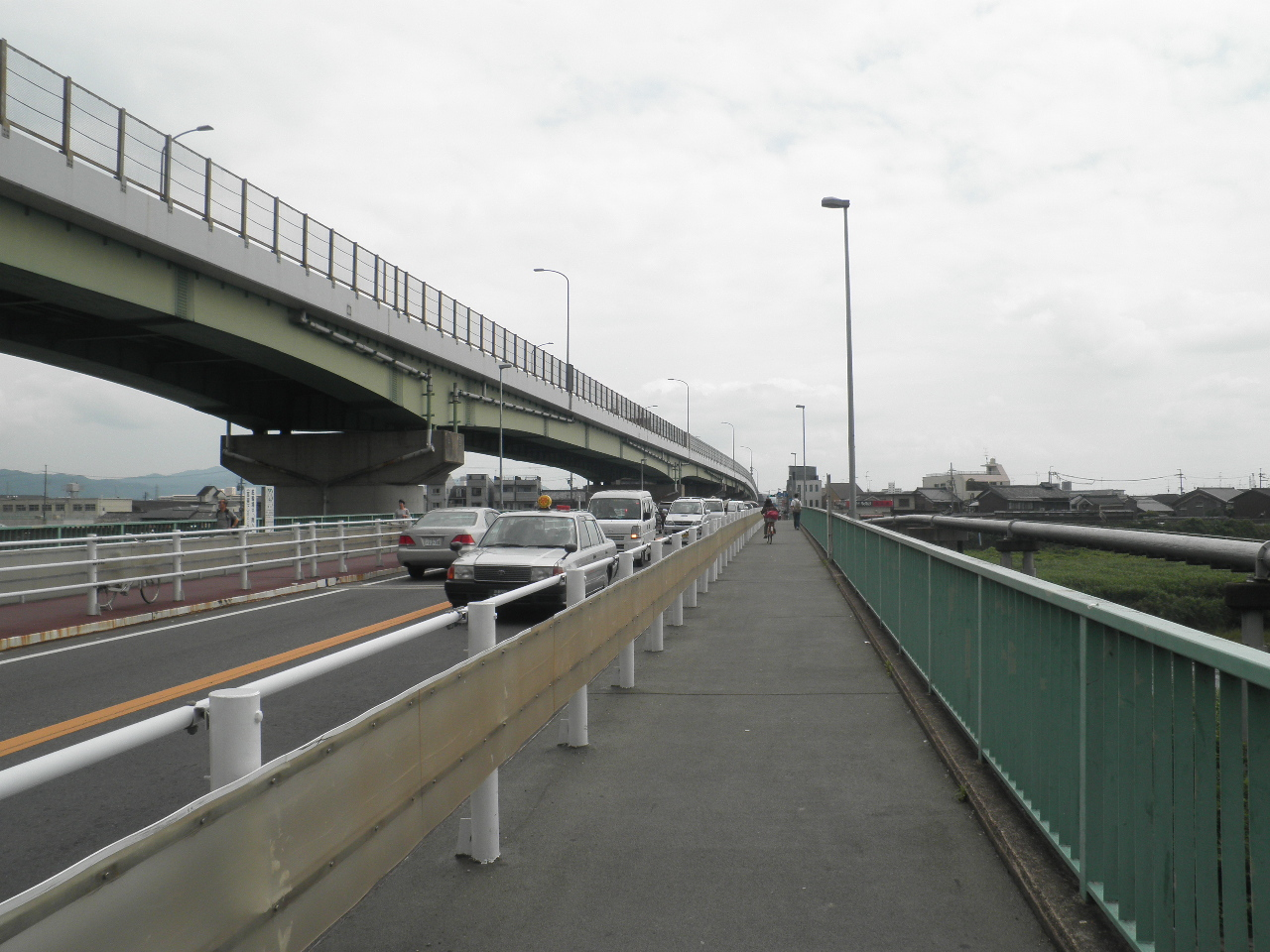
観月橋（2015年6月）
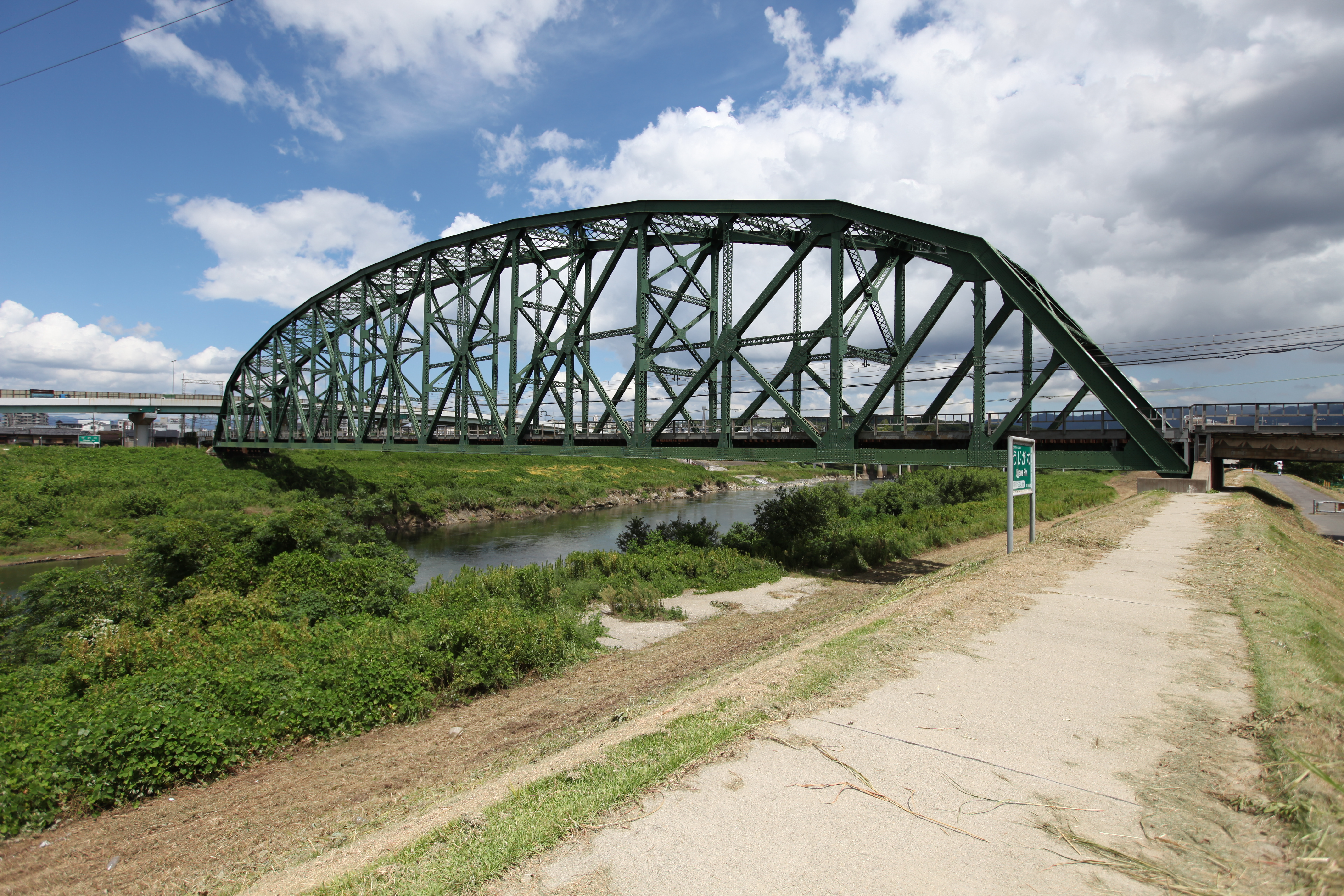
澱川橋梁（2012年9月）

### 駅周辺における交通問題
駅周辺の放置自転車問題
観月橋をわたった宇治川左岸（南側）には住宅地があるため、駅の利用客は多い一方、駐輪場は宇治川左岸に位置する新観月橋の橋脚下にしか設置されていない。
このため、観月橋や外環状線の歩道などには駅利用者による違法駐輪が多く、歩行者の通行に支障をきたしていた。このため、観月橋の歩道（車道側）に大型プランターを並べて駐輪の余地を無くすといった物理的な処置のほか、地元ボランティアによる駐輪場への誘導を行っている。
駅周辺のうち、国道24号に違法駐輪された自転車については道路管理者（国土交通省）による対策がなされてきたが、7日間程度放置された車両のみを撤去対象としていたため、対策が追いついていない実情があった。このため、2010年9月からは放置期間に関わらず対策を行なう（即時撤去）こととなった。なお、一連の対策については京都市内の他の地点（国道と近接して立地する駅の周辺）でも行なわれ、費用は国費でまかなわれる。
駅西方の踏切
駅の西側にある国道24号の踏切は交通量が多いほか、北側に外環状線との交差点が隣接しているため交通量が多い。このため、朝の時間帯には安全確認のための係員が常駐している。

## バス路線
- 京阪バス（観月橋北詰バス停）
  - 6号経路 西大手筋・竹田駅西口 行き / 醍醐バスターミナル 行き
- 京都市交通局（京都市営バス 桃陵団地前バス停）
  - 南8系統 藤森神社・竹田駅東口 行き / 中書島・横大路車庫前 行き
- 近鉄バス（桃陵団地前バス停）
  - 09番 七瀬川町・竹田駅東口 行き
  - 10番 向島駅前 行き

## 隣の駅
京阪電気鉄道
宇治線
中書島駅 (KH28) - 観月橋駅 (KH71) - 桃山南口駅 (KH72)
- 括弧内は駅番号を示す。